# 아제르바이잔어 위키백과
아제르바이잔어 위키백과(아제르바이잔어: Azərbaycan Vikipediyası)는 아제르바이잔어 버전의 위키백과이다. 2004년 12월에 설립되었다. 기호는 az이다.

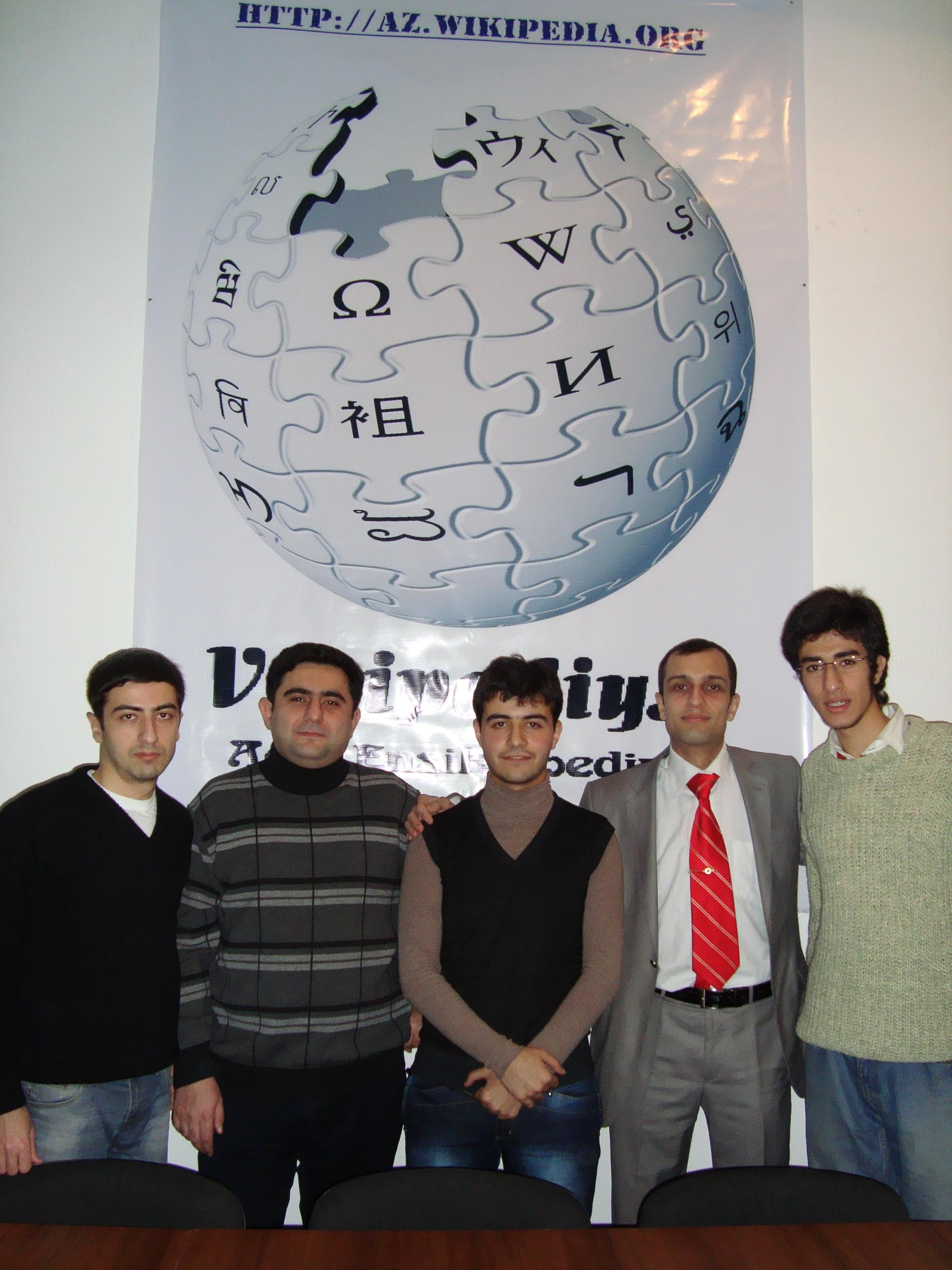

섬네일|right|200px